# Bistum Torit

Übersicht über die Bistümer in Sudan und Südsudan; Nr. 9 ist das Bistum Torit

Das römisch-katholische Bistum Torit (lateinisch Dioecesis Toritensis) umfasst die Distrikte Kapoeta, Imatong und Magwi des südsudanesischen Bundesstaates Eastern Equatoria.

## Geschichte

### Entstehung und Entwicklung
Am 2. Mai 1983 wurde das Bistum Torit gegründet und dem Erzbistum Juba als Suffragan unterstellt. Während des Bürgerkriegs war der größere Teil des Diözesangebiets durch die Sudanesische Volksbefreiungsarmee (SPLA) kontrolliert. Der Sitz der Diözese war vorübergehend nach Narus, 50 Kilometer von der kenianischen Grenze, verlegt worden. Torit und weitere wichtige Orte konnten nicht von dort aus verwaltet und versorgt werden. Teile der Diözesanverwaltung waren nach Nairobi verlegt. Durch eine Vereinbarung mit dem Bischof von Malakal, kümmert sich der Bischof von Torit um die Gemeinden im Gebiet um Boma im Bistum Malakal. Seit dem Ende des Bürgerkriegs 2005 und der LRA-Unruhen 2008 kann das gesamte Bistumsgebiet wieder von Torit aus verwaltet werden.

### Pastorale Situation
Aufgrund langer Sedisvakanzen, der langjährigen Krankheit und des frühen Todes von Bischof Akio Johnson Mutek fehlte während der entscheidenden Jahre des Aufbaus eine tatkräftige Leitung der Diözese. Altbischof Paride Taban, der bereits während des Bürgerkriegs der Diözese sowie der gesamten sudanesischen Kirche durch internationale Kontakte viel humanitäre Hilfe beschaffen konnte, engagiert sich weiterhin für Frieden und Versöhnung. Er baute mit internationaler Hilfe das Kuron Peace Village auf, einen Lernort für praktische Versöhnung im Osten der Diözese. In etwa 10 Orten betreibt das Bistum Gesundheitszentren für die Erstversorgung (PHCC), zudem etwa 15 Schulen verschiedenen Typs.

## Bischöfe
- Paride Taban (1983–2004)
- Akio Johnson Mutek (2007–2013)
  - Thomas Oliha Attiyah AJ (Apostolischer Administrator, 2013–2019)
- Stephen Ameyu Martin Mulla (2019, dann Erzbischof von Juba)
- Emmanuel Bernardino Lowi Napeta (seit 2022)

## Pfarreien

### Allgemeine Informationen
Da es in den einzelnen Pfarreien nur wenige Kirchen gibt und nur unter schwierigen Bedingungen größere Kirchen errichtet werden können, werden stattdessen zahlreiche kleinere Häuser oder Lager zum Gebet und für Gottesdienste eingerichtet. Neben diesen Gebetszentren gibt es des Weiteren Einrichtungen zur Versorgung und Logistik, die sich auch außerhalb des Diözesangebiets befinden, so zum Beispiel im Bistum Malakal oder im Grenzgebiet von Kenia.

### Die Pfarreien
2010 bestanden im Bistum Torit insgesamt 19 Pfarreien; zu folgenden Pfarreien aus dem Jahr 2006 gibt es weitere Informationen:
Dekanat Ost
- Narus (gegründet 1994)
- Chukudum (gegründet um 1946)
- Kapoeta (gegründet 1934)
- Nanyangachor (gegründet 1997)
- Kimotong (gegründet 1991)
- Namoruputh (gegründet um 2005)

Dekanat Mitte
- Lowoi
- Ikwoto (gegründet 2000)
- Isohe (gegründet 1926)
- Torit (gegründet um 1920)
- Lafon - Lopit (gegründet um 1948)
- Iboni (gegründet 2006)
- Boma (gegründet um 1997)

Dekanat West
- Palotaka (gegründet 1933)
- Loa (gegründet um 1921)
- Nimule (gegründet 2000)
- Naita - Lotimot (gegründet um 1997)